# Henk Lankhorst
Hendrik Johannes (Henk) Lankhorst (Amsterdam, 18 april 1914 – aldaar, 24 mei 1976) was een Nederlandse politicus. Hij was medeoprichter van de Pacifistisch Socialistische Partij (PSP).
Lankhorst werd geboren als zoon van Willem Frederik Lankhorst en Henriëtte Jeanette de Bock. Hij was later gehuwd met Joop Roolker.
Hij was PSP'er die afkomstig was uit de kring van de vooroorlogse CDU

## CDU-periode
Voor mei 1940 was Lankhorst actief in het Nederlands Christelijk Jongeren Gilde, een jeugdorganisatie die verwant was aan de CDU, maar daarvan geen deel uitmaakte.
Toen de CDU na de Bevrijding overeind krabbelde en een doorstart trachtte te maken (onder meer was bij het Bombardement op het Bezuidenhout de gehele vooroorlogse administratie van deze partij verloren gegaan) was Lankhorst een van de leden die daarin een actieve rol speelden, waartoe reeds in 1944 tijdens de Bezetting ook onder de voormalige leden van deze partij heimelijk voorbereidingen waren getroffen. Hij was in 1932 lid geworden van deze progressieve protestants-christelijke partij, die in 1941 evenals vele andere partijen was verboden en ontbonden. In het alom heersend klimaat van politieke vernieuwing na 1945 werd echter getwijfeld over de bestaansgrond van de partij. Tegelijkertijd waren er onder de leden van de tijdens de Bezetting eveneens verboden SDAP initiatieven die uiteindelijk zouden leiden tot de oprichting van de Partij van de Arbeid (PvdA). Tijdens de Doorbraak wilden velen de vooroorlogse verzuiling doorbreken. Protestanten en rooms-katholieken wilden zich met socialisten en humanisten gemeenschappelijk inzetten voor een rechtvaardiger samenleving, zonder dat zij daarvoor een aparte christelijke politieke partij nodig achtten. Het CDU zou in 1946 opgaan in deze nieuwe partij. 
Lankhorst bleef actief in de CDU tot aan de formele opheffing van de partij op het congres in februari 1946, waarin tot dat opgaan in de PvdA werd besloten. Een minderheid van de partij stemde daarmee niet in. Tegenstanders van de fusie richtten de Christelijk-Democratische Volkspartij (CDVP), die wilde vasthouden aan de confessionele grondslag. De meeste vooroorlogse prominenten van de CDU maakten echter wel de stap naar de PvdA. Lankhorst werd bestuurslid van de CDVP. Bij de Provinciale Statenverkiezingen 1946, waarbij deze partij in slechts twee provincies meedeed bleek dat de CDVP weinig stemmen trok. Lankhorst stond als kandidaat op de lijst voor de provincie Noord-Holland,

## PSP-periode
Diverse kopstukken uit de CDU zetten hun politieke loopbaan voort in de in 1946 opgerichte PvdA en later in de in 1957 opgerichte PSP. 
In de jaren 50 was Lankhorst actief was in de Socialistische Unie, een nieuwe linkse partij die echter nimmer tot de Tweede Kamer zou doordringen. Daarna zou hij in de jaren zestig hét gezicht worden van de PSP. Hij wordt vaak omgeschreven als plichtsgetrouw en nauwgezet; beminnelijk in de omgang en daardoor, ondanks zijn radicale standpunten, gewaardeerd door zijn collega-Kamerleden. Hij was bekend als een goed organisator. Lankhorst kreeg later in zijn partij het verwijt dat hij als lid van de Tweede Kamer niet fel genoeg was. Hij bedankte voor het Tweede Kamerlidmaatschap en stapte over naar de Eerste Kamer. In de Tweede Kamer werd hij als fractievoorzitter opgevolgd door Hans Wiebenga. Lankhorst werd in 1969 aanvankelijk niet gekozen tot lid van de Eerste Kamer, omdat PSP-leden van de Provinciale Staten van Noord-Holland op Dik Noordewier stemden. De Tweede Kamerleden van de PSP waren hier hevig ontstemd over. Uiteindelijk zag Noordewier van zijn zetel af, zodat Lankhorst alsnog zitting kon nemen.
Tijdens een debat in de Tweede Kamer over de oorlogsdreiging rond de Nieuw-Guinea-kwestie in januari 1962 vergeleek Lankhorst "het voormalig Nederlands bestuur over Nederlands-Indië" met de Duitse Bezetting van Nederland in 1940-´45, wat hem door velen niet in dank werd afgenomen. Zeer gegriefd betoonde zich destijds de minister van Buitenlandse Zaken Joseph Luns die hem "de heer Lamstraal" noemde, waarvoor de Kamer zijn excuses verlangde. De Nederlandse journalist Willem Oltmans zou geïnspireerd door dit voorval in zijn jaren later verschenen terugblik Mijn vriend Sukarno (1995) Luns zelf een "leugenachtige lamstraal" noemen.

## Partijlidmaatschappen
- Christelijk-Democratische Unie (CDU), van 1932 tot 1946
- Christen-Democratische Volkspartij (CDVP), van 1945 tot 1946
- Socialistische Unie, van 7 maart 1950 tot januari 1957
- Pacifistisch-Socialistische Partij (PSP), vanaf 27 januari 1957

## Loopbaan
- timmermansleerling, vanaf 1928
- administratief medewerker makelaars- en assurantiekantoor, van 1932 tot 1948
- firmant firma Recourt en Lankhorst, verzekeringsmakelaars, van 1948 tot 1959
- lid Provinciale Staten van Noord-Holland, van 1 juli 1958 tot juni 1963
- lid Tweede Kamer der Staten-Generaal, van 20 maart 1959 tot 1 juni 1969
- fractievoorzitter PSP Tweede Kamer, van 21 april 1962 tot 1 juni 1969
- lid Eerste Kamer der Staten-Generaal, van 16 september 1969 tot 10 mei 1971

## Partijpolitieke functies

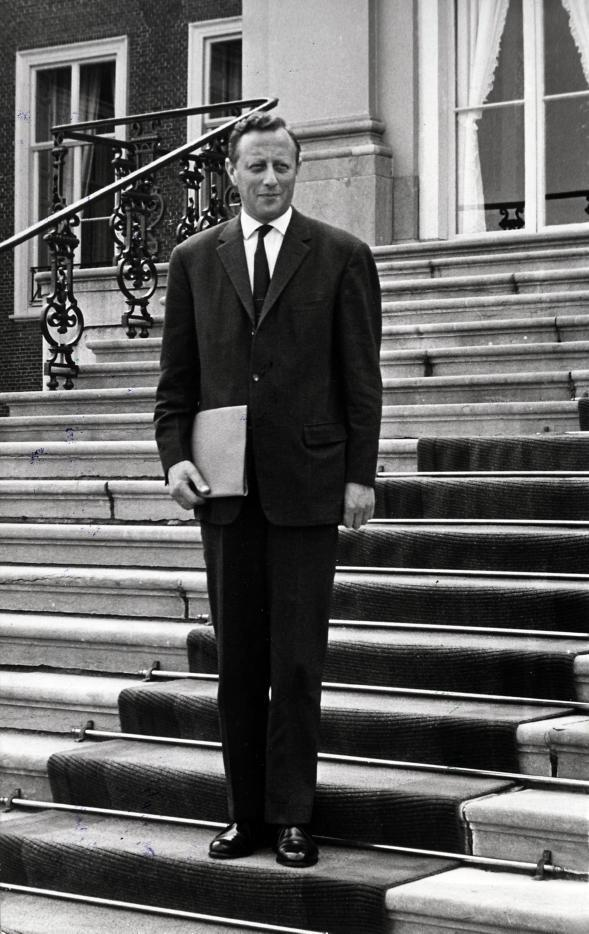
Henk Lankhorst op de trappen van Huis ten Bosch, 1963

- lid landelijke jeugdraad CDU, vanaf 1936
- secretaris landelijke jeugdraad CDU, vanaf 1940
- secretaris CDU, van 1944 tot februari 1946
- secretaris CDVP, van 1945 tot 1946
- secretaris PSP, van 27 januari 1957 tot 2 mei 1959
- lijstaanvoerder PSP Tweede Kamerverkiezingen 1959 (in alle kamerkringen, uitgezonderd Noord-Holland en Amsterdam)
- politiek leider PSP, van 21 april 1962 tot 1 juni 1969
- lijsttrekker PSP Tweede Kamerverkiezingen 1963
- lijstaanvoerder PSP Tweede Kamerverkiezingen 1967 (in alle kamerkringen, uitgezonderd Noord-Holland en Amsterdam)
- fractiesecretaris PSP Eerste Kamer, van 16 september 1969 tot mei 1971

## Nevenfuncties
- lid bestuur Nederlands Christelijk Jongeren Gilde (NCJG), van augustus 1937 tot mei 1940 (medeoprichter)
- medewerker NCJG-orgaan De Bries
- hoofdredacteur De Bries
- voorzitter NCJG, van 1941 tot 1950
- lid hoofdbestuur "Kerk en Vrede", van 1946 tot 1967
- secretaris scheidsgerecht van de bedrijfsvereniging voor ongevallenverzekering voor het agrarisch bedrijf
- secretaris scheidsgerecht van de bedrijfsvereniging voor ongevallenverzekering voor de zuivelindustrie
- penningmeester Centraal Steunfonds voor hulp aan principiële dienstweigeraars
- lid Contact Commissie Dienstweigeringswet, omstreeks 1959 en nog in 1967

## Gedelegeerde commissies
- lid Presidium (vijfde ondervoorzitter) (Tweede Kamer der Staten-Generaal), van september 1966 tot 1 juni 1969

## Opleiding
- Openbare Aert van Nes-school te Amsterdam, van 1920 tot 1926
- opleiding voor timmerman LTS Concordia inter nos te Amsterdam, van 1926 tot 1928
- vakdiploma's assurantiewezen

## Activiteiten als parlementariër
- Hield zich in de Tweede Kamer met name bezig met defensie, dienstplicht en volkshuisvesting en was daarnaast woordvoerder bij belangrijke debatten.

## Wetenswaardigheden
- Zijn vader was stationschef in Zuid-Afrika en agrariër en daarna boekhouder in Chili.

## Verkiezingen
- Was in 1954 tweede op de kandidatenlijst voor de Socialistische Unie bij de Staten-verkiezingen in Noord-Holland
- Werd in 1969 tot Eerste Kamerlid gekozen door Groep III: Noord-Holland en Friesland

## Verenigingen, sociëteiten, genootschappen
- lid Christelijke Jonge Mannen Vereniging (CJMV), van 1922 tot 1938
- lid Kerk en Vrede, vanaf 1935

- Biografisch Portaal: 11439626
- Nederlandse Thesaurus van Auteursnamen: 073847186
- Parlement.com: vg09ll2om7q6
- Virtual International Authority File: 280484119
- WorldCat: E39PBJyRy6R7pWJw94xcKHmjmd